# داگ‌تاون، شهرستان سن‌واکین، کالیفرنیا
داگ‌تاون (به انگلیسی: Dogtown) یک منطقهٔ مسکونی در ایالات متحده آمریکا است که در شهرستان سن‌واکین، کالیفرنیا واقع شده‌است. داگ‌تاون ۳۳٫۶۴۱ کیلومتر مربع مساحت و ۲٬۵۰۶ نفر جمعیت دارد و ۳۵٫۰۵ متر بالاتر از سطح دریا واقع شده‌است.